# Antisémitisme aux États-Unis

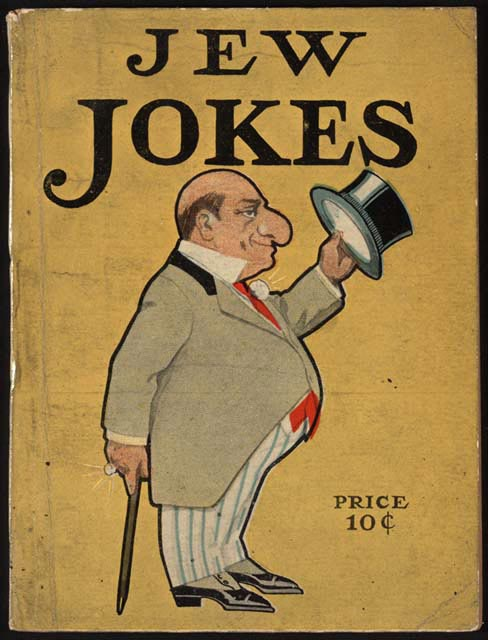
Blagues juives, Arthur Westbrook Company, Cleveland, 1908.

L'antisémitisme aux États-Unis est moins développé qu'en Europe mais y a cependant sévi particulièrement dans le Sud et, après 1918, sur tout le territoire américain.

## Avant 1918

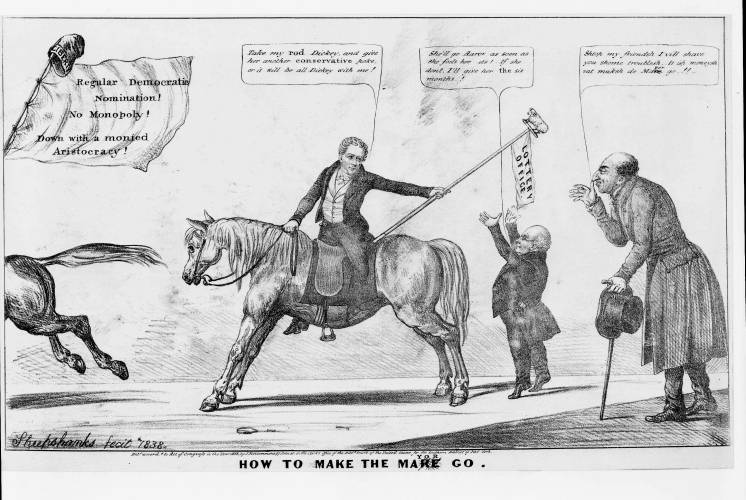
Caricature politique mettant en scène Aaron Clark, Isaac L. Varian, Richard Riker et un Juif stéréotypé disant : Shtop my friendsch I vill shave you shome troublesh... It ish moneysh vat maksh de Mare/Mayor go.!! (1838)

### Guerre de Sécession

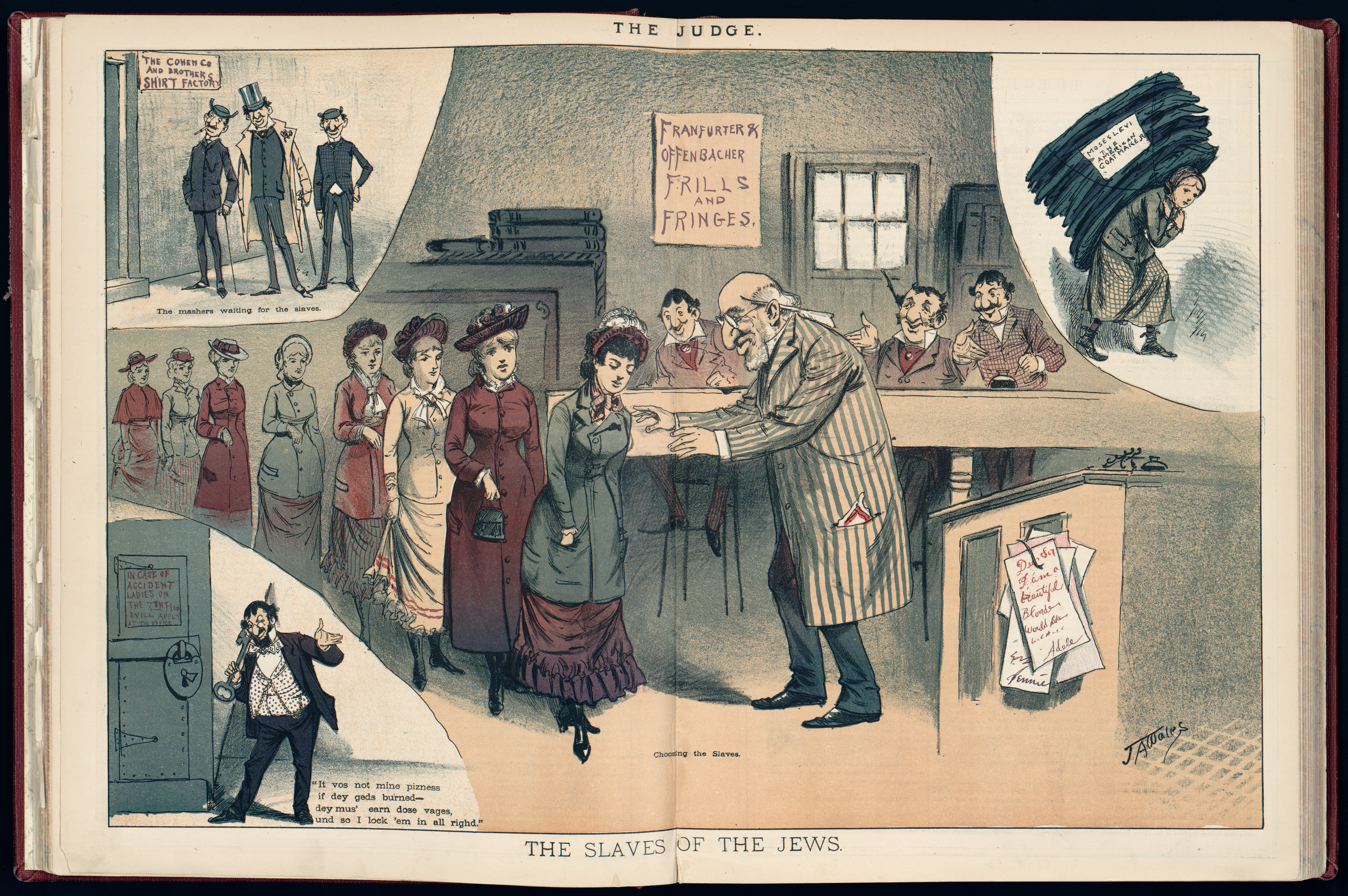
Les esclaves des Juifs par le caricaturiste antisémite américain James Albert Wales, 1882.

Le 17 décembre 1862, pendant la guerre de Sécession, le général nordiste Ulysses Grant promulgua son ordre no 11, qui expulsait les Juifs, considérés comme des colporteurs importunant les troupes et des contrebandiers, des régions qu'il avait conquises dans le Sud. Le président Abraham Lincoln révoqua l'ordre le 21 janvier 1863. L'ordre no 11 reste la seule décision officielle antisémite de l'histoire de l'administration américaine.

### 1913, lynchage de Leo Frank

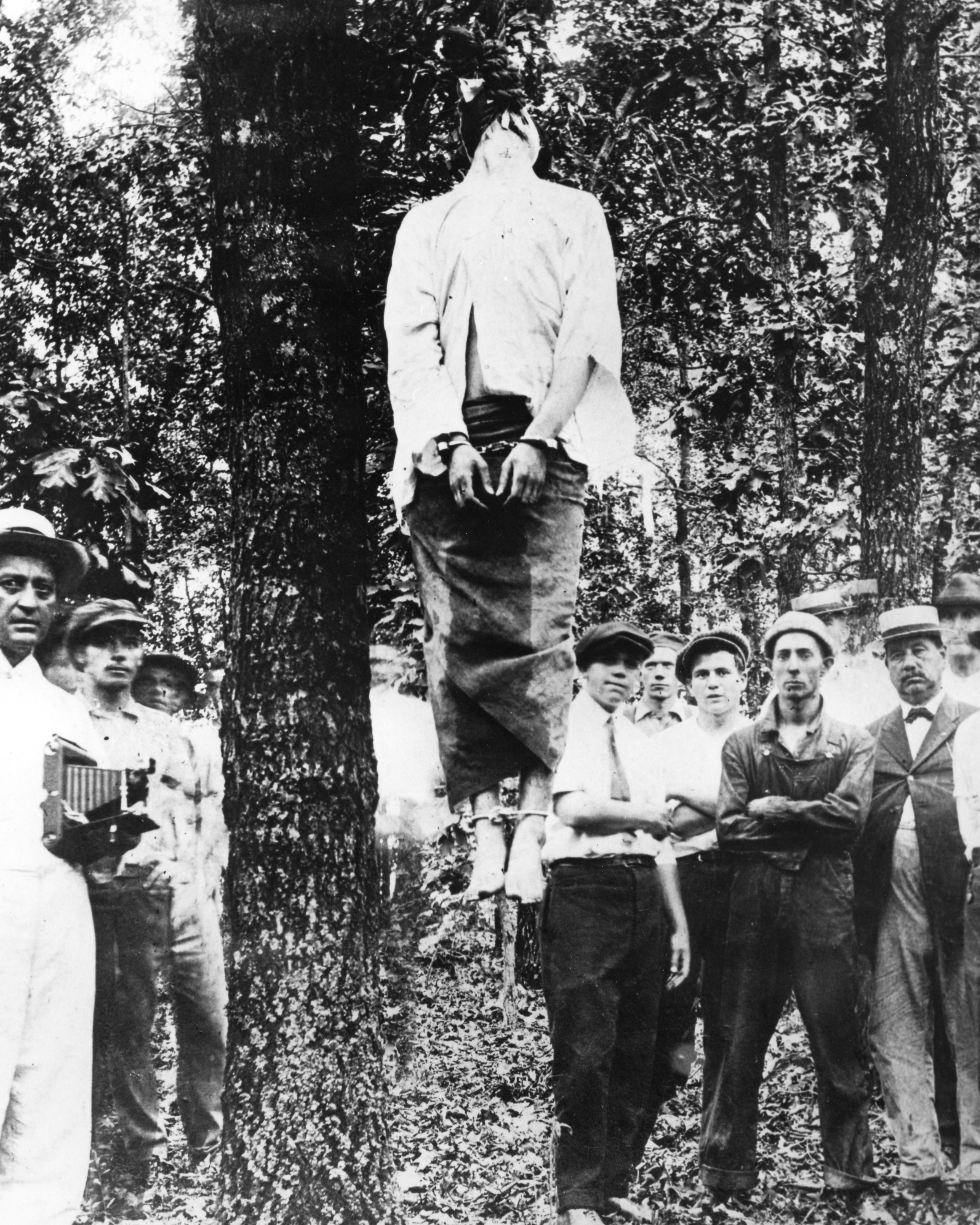
Lynchage de Leo Frank (août 1915)

Leo Frank était un juif américain directeur d'usine, qui fut faussement accusé du meurtre et du viol d'une de ses employées, une jeune fille chrétienne blanche de 13 ans, à Atlanta dans le sud des États-Unis. L'accusation se rapproche des leitmotiv de l'antisémitisme : le meurtre rituel d'enfants chrétiens et la lubricité juive. L'accusation présenta le témoignage de Jim Conley, homme d'entretien à l'usine, qui reconnut avoir déplacé et s'être débarrassé du corps de la jeune fille sur les ordres de Leo Frank. Ce fut le seul témoin cité au tribunal. Leo Frank fut condamné à mort,.
Le véritable meurtrier n'était autre que Jim Conley qui avoua son crime à son propre avocat. Il y avait un autre témoin mais qui ne parla qu'en 1982 : Alonzo Mann, employé de l'usine qui n'avait que 13 ans à l'époque des faits. Le gouverneur de Géorgie, sachant Frank innocent, commua sa peine. C'est alors que se produisit un événement courant dans les États du Sud : une foule envahit la prison où était détenu Leo Frank, l'en sortit, le traîna dans la rue, le lyncha et le pendit,. Comme il était alors habituel, on fit des cartes postales des photos prises lors du lynchage, qui se vendirent très bien. Ce lynchage, en 1915, resta un des rares cas de violence sur des Juifs aux États-Unis ayant provoqué la mort de la personne concernée, au XXe siècle, même s'il y eut les décennies suivantes des expulsions d'universités, de clubs, d'hôtels, etc., et des discours haineux.
À la suite de cette « affaire », des Juifs américains créèrent l'Anti-Defamation League (ADL) qui était censée empêcher la répétition de telles histoires et protéger leurs coreligionnaires américains.
Frank, grâce à la déposition d'Alonzo Mann (1982), fut définitivement innocenté et réhabilité en 1986 par la justice géorgienne.

## 1918-1939

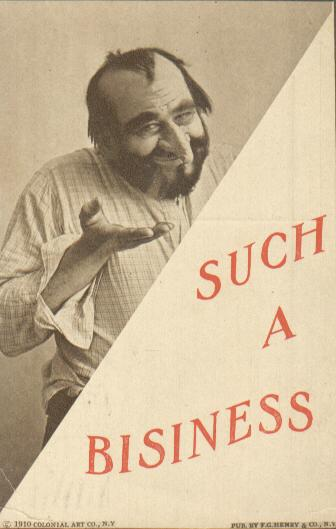
Carte-postale imprimée à New-York, 1910.

L'entre-deux-guerres constitue aux États-Unis l'apogée de l'antisémitisme. Sans atteindre les niveaux européens, les discours antisémites sont assez courants et de grandes figures, comme Henry Ford ou le pasteur Charles Coughlin, peuvent se déclarer antisémites sans que cela soit considéré comme répréhensible.

### Henry Ford
Henry Ford fut un des principaux diffuseurs du Protocole des Sages de Sion aux États-Unis. Ce livre fut presque, le plus vendu aux États-Unis entre 1918 et 1939, après seule la Bible. Ford poursuivant sa propagande antisémite fit aussi installer une pancarte géante sur le parking d'une de ses usines à Dearborn où il était inscrit : « Les juifs sont des traîtres à l’Amérique et ne méritent pas la confiance des gentils. Les juifs enseignent le communisme, les juifs enseignent l’athéisme, les juifs détruisent le christianisme, les juifs contrôlent la presse, les juifs produisent des films répugnants, les juifs contrôlent l’argent ».

### William Pelley et les «Chemises d'argent»
WIlliam Pelley était un militant politique d'abord proche d'extrémistes chrétiens, puis admirateur d'Hitler. Son objectif était « d'extirper les juifs et le Diable des États-Unis ». Il fonda les Silver Shirts (Chemises d'argent) en 1933 (année d'accession au pouvoir d'Hitler) sur le modèle des chemises brunes hitlériennes, elles-mêmes copiées des chemises noires de Mussolini. Il trouve sa motivation dans la religion chrétienne et dans l'anticommunisme. Durant la Révolution russe, Pelley fut correspondant de guerre en Russie, il associa les Juifs aux communistes et inversement. Il fonda le « Parti chrétien » pour s'opposer à Roosevelt en 1936.
En 1940, les Silver Shirts furent dissoutes. WIlliam Pelley fut arrêté en 1942 et emprisonné jusqu'en 1952.

### Gerald B. Winrod du Kansas
Gerald B. Winrod, appelé le « nazi du Kansas », fonda un journal antisémite, « The Defender », qui connut plus de 100 000 abonnés (1937). C'était un pasteur antisémite et pronazi. Comme Pelley et d'autres, il assimile Juifs et communistes, et la peur (Red scare) suscitée par la révolution bolchévique justifie ses actes. Comme Pelley, il ne fut jamais élu.

### Charles Coughlin et le Front chrétien
Comme Winrod, Charles Coughlin est un pasteur évangéliste antisémite. Il est sans doute le plus connu des prêcheurs antisémites des années 1930. Il s'exprima à travers sa revue « Social Justice » où il diffusa ses idéaux antisémites, copiant Goebbels, assimilant Juifs et communistes et érigeant la révolution russe et l'athéisme européen comme sources de tous les maux. Il justifia la Nuit de Cristal et la relativisa en estimant que ce n'était rien au vu des persécutions chrétiennes de l'Antiquité. Il anima le mouvement antisémite américain, faisant le salut nazi en public et organisant des marches de milliers de personnes pour empêcher le débarquement des Juifs réfugiés d'Allemagne.
En 1937, il rejoint le Front chrétien, qui visait à expulser les Juifs d'Amérique et à établir une dictature similaire à celle d'Hitler. En 1940, le FBI dissout l'organisation au prétexte qu'elle s'armait et prévoyait un coup d'État dans lequel douze membres du Congrès devaient être assassinés.

## Après 1945

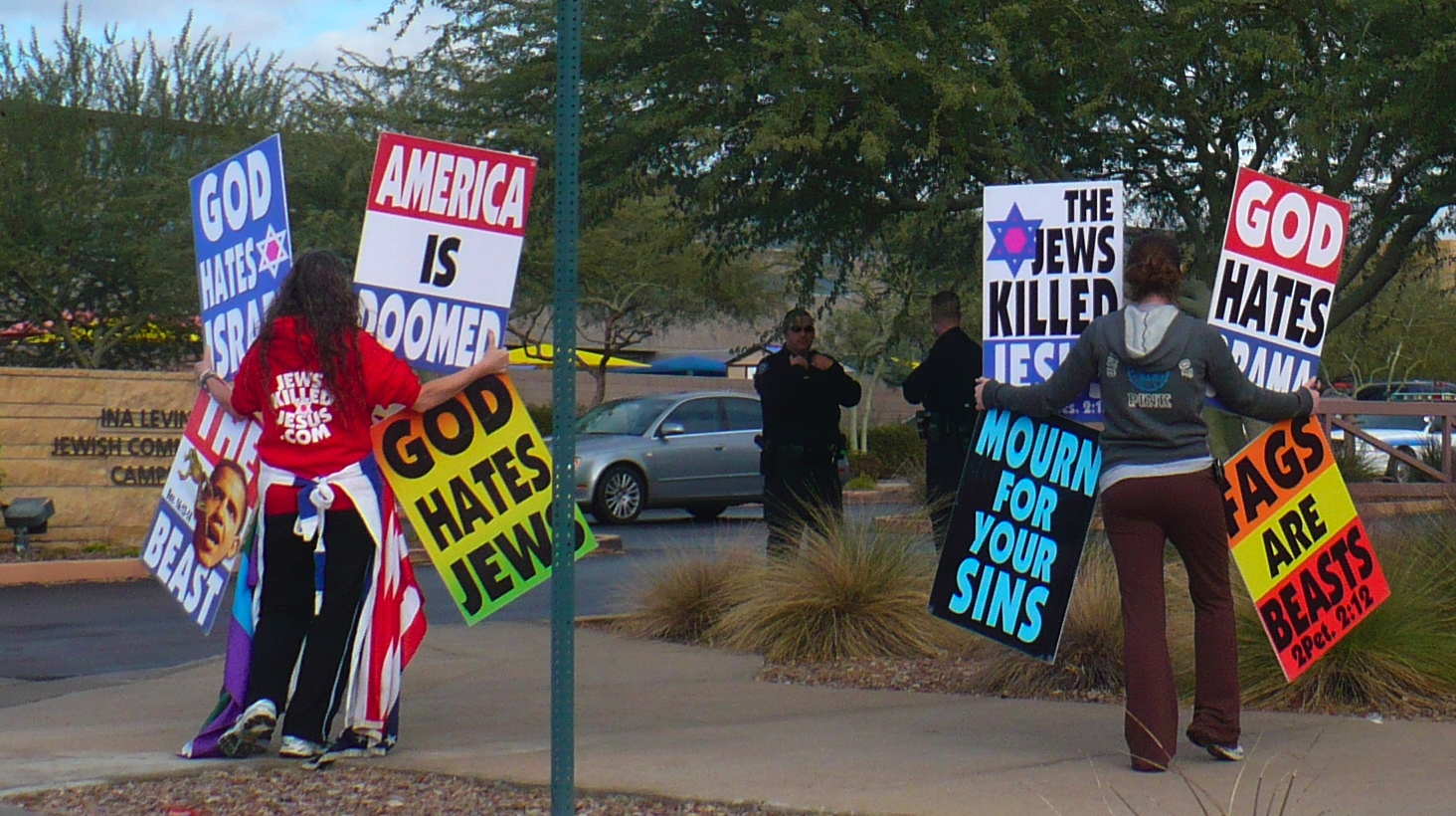
Baptistes de Westboro devant un centre communautaire juif, 2010.

L'antisémitisme connait une accalmie après la chute du nazisme. Toutefois, il reste présent partout sur le continent et particulièrement dans le Sud, à travers des organisations comme le Ku Klux Klan. Par la suite, l'antisémitisme se répand chez des Afro-américains qui cherchent à s'émanciper à travers la lutte pour les droits civiques et un mouvement de conversion vers l'Islam. La Nation of Islam de Louis Farrakhan est ainsi considérée comme antisémite.
Selon l'Anti-Defamation League, le groupe ethnique le plus antisémite serait le groupe afro-américain (29 % en 2011), devant les Hispaniques nés aux États-Unis (20 %) et derrière les Hispaniques nés en dehors des États-Unis (42 %), beaucoup plus que la moyenne américaine (15 %).
Si les points de vue à caractère antisémite parmi les Afro-américains reculent (29 % en 2011, contre 34 % en 1998 et 37 % en 1992), ce serait grâce à une meilleure éducation, selon les chercheurs. En effet, plus les Afro-américains font des études, moins ils sont antisémites, ainsi en 1998, 43 % de ceux qui n'étaient pas allés en université étaient antisémites contre 27 % pour ceux qui y étaient allés et 18 % pour ceux qui en étaient sortis diplômes après quatre années d'étude.

### Turner Diaries

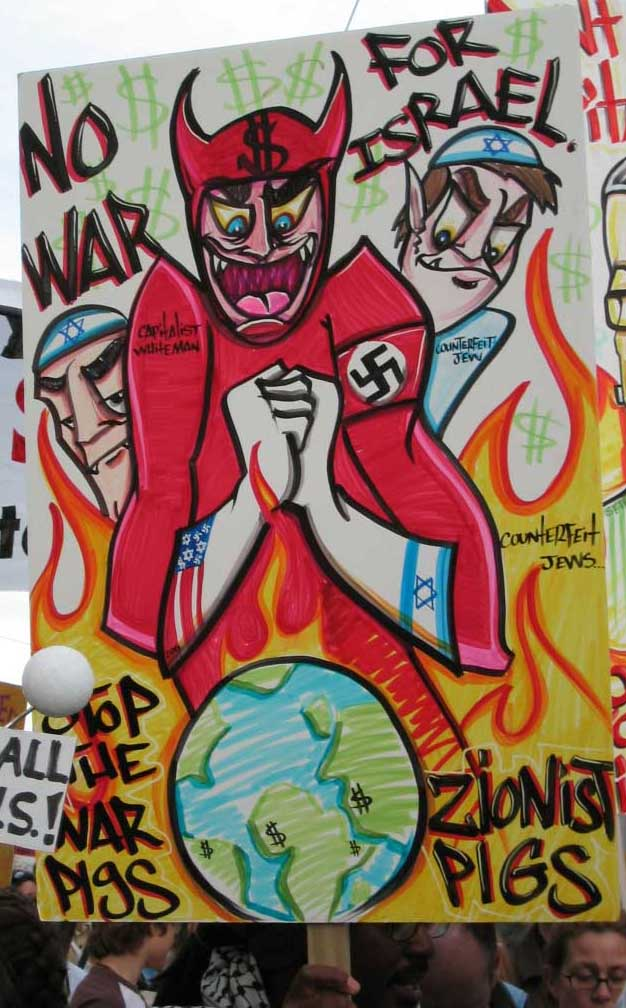
Affiche brandie lors d'une manifestation « anti-guerre » cumulant plusieurs stéréotypes antisémites et antisionistes confondus, à San Francisco (2003)

Il manquait à l'antisémitisme américain un ouvrage de référence. Le chef et fondateur de la National Alliance (un mouvement suprématiste blanc ouvertement raciste et adorateur d'Adolf Hitler) le lui donna en écrivant une nouvelle : les Turner Diaries (littéralement les Carnets de Turner). Le livre s'inscrit dans la plus pure tradition hitlérienne, en présentant les Juifs comme le deus ex machina du monde cherchant à éradiquer la race blanche. Pour l'auteur, il convient donc de les tuer tous.
Le livre est interdit en France. Écrit en 1978, il ne connait qu'une diffusion limitée aux cercles d'extrême-droite jusqu'en 1994, quand une petite maison d'édition le réimprime. Le livre est un succès de librairie, qui atteint les 500 000 ventes (en l'an 2000).

### 2018, fusillade de la synagogue de Pittsburgh
Le samedi 27 octobre 2018, pendant l'office matinal de chabbat, un tueur fait irruption dans la synagogue « Tree of Life » de Pittsburgh. Selon KDKA-TV, le suspect est entré en criant : « Tous les Juifs doivent mourir » avant d'ouvrir le feu, tuant ainsi 11 personnes. C'est la pire attaque antisémite de l'histoire des États-Unis.

### 2019, fusillade de la synagogue de Poway et attaques dans le New-Jersey et l'état de New-York
Le samedi 27 avril 2019, pendant l’office matinal de Chabbat et du huitième jour de Pessah, un tueur fait irruption dans la synagogue Chabad de Poway en Californie, dans la banlieue de San Diego, tue une fidèle qui s’était interposée entre le tueur et le rabbin, et blesse trois personnes.
En décembre 2019, une fusillade contre les clients d'un supermarché cachère de Jersey City (New-Jersey) et une attaque à l'arme blanche au domicile d'un rabbin de Monsey (état de New-York) font plusieurs morts et plusieurs blessés.

### 2022, prise d'otages à la synagogue de Colleyville (Texas)
En janvier, un sujet britannique tient en otages quatre personnes dans la synagogue de Colleyville (Texas) près de Fort Worth avant d'être tué par la police.

### Après le 7 octobre 2023 et l'attaque du Hamas contre Israël
Le 7 octobre 2023, le Hamas massacre la population des kibboutzim sur le pourtour de la bande de Gaza faisant plus d'un millier de morts et Israël entreprend alors de détruire le Hamas en bombardant puis envahissant la bande de Gaza. Ces événements déclenchent immédiatement une flambée d'antisémitisme, particulièrement sur les campus universitaires américains. Les présidentes des universités Harvard, de Pennsylvanie et du MIT, appelées à témoigner le 7 décembre 2023 devant le Congrès fournissent des réponses jugées inacceptables par la commission chargée des questions d’éducation à la Chambre des représentants. Si la présidente de Harvard revient sur ses propos dont elle se dit « désolée », celle de l'université de Pennsylvanie doit démissionner pour ses propos « extrêmement lénifiants ».
Le 22 mai 2025, deux membres du personnel de l'ambassade d'Israël à Washington sont assassinés devant le musée juif de Washington après y avoir participé à une réception organisée par l'American Jewish Committee. Le président américain, Donald Trump déclare sur son réseau Truth Social : « Ces horribles meurtres à Washington, évidemment motivés par l’antisémitisme, doivent cesser, MAINTENANT ! [...] La haine et le radicalisme n’ont pas leur place aux États-Unis ».
Le 1er juin, un rassemblement à Boulder (Colorado) de soutien aux otages israéliens du Hamas est visé par une attaque au cocktails Molotov qui fait un mort.